# (400168) 2006 VO143
(400168) 2006 VO143 es un asteroide perteneciente al cinturón de asteroides, descubierto el 27 de agosto de 2006 por el equipo del Spacewatch desde el Observatorio Nacional de Kitt Peak, Arizona, Estados Unidos.

## Designación y nombre
Designado provisionalmente como 2006 VO143.

## Características orbitales
2006 VO143 está situado a una distancia media del Sol de 2,709 ua, pudiendo alejarse hasta 2,945 ua y acercarse hasta 2,473 ua. Su excentricidad es 0,087 y la inclinación orbital 2,974 grados. Emplea 1628,71 días en completar una órbita alrededor del Sol.

## Características físicas
La magnitud absoluta de 2006 VO143 es 16,9.